# Малые Чёллы
Ма́лые Чёллы (чув. Кӗҫӗн Чуллӑ) — деревня в Красноармейском муниципальном округе Чувашской Республики.  

## География
Находится в северной части Чувашии, на расстоянии приблизительно 5 км на восток-юго-восток по прямой от районного центра села  Красноармейское.

## История
Известна с 1858 года как околоток села Алманчино с 62 жителями. В 1897 году было учтено 149 жителей, в 1926 – 34 двора, 186 жителей, в 1939 – 160 жителей, в 1979 – 69. В 2002 году было 24 двора, в 2010 – 22 домохозяйства. В 1931 был образован колхоз «Победа», в 2010 году действовал СХПК «Новая сила». До 2021 года входила в состав Яншихово-Челлинского сельского поселения до его упразднения.

## Население
Постоянное население составляло 56 человек (чуваши 98%) в 2002 году, 48 в 2010.